# Bambollaïta
La bambollaïta és un mineral de la classe dels sulfurs. Rep el nom de la mina Bambollita, a Mèxic, molt propera a la localitat tipus.

## Característiques
La bambollaïta és un selenur de fórmula química Cu(Se,Te)₂. Cristal·litza en el sistema tetragonal. La seva duresa a l'escala de Mohs és 3.
Segons la classificació de Nickel-Strunz, la bambollaïta pertany a «02.EA: Sulfurs metàl·lics, M:S = 1:2, amb Fe, Co, Ni, PGE, etc.» juntament amb els següents minerals: aurostibita, cattierita, erlichmanita, fukuchilita, geversita, hauerita, insizwaïta, krutaïta, laurita, penroseïta, pirita, sperrylita, trogtalita, vaesita, villamaninita, dzharkenita, gaotaiïta, al·loclasita, costibita, ferroselita, frohbergita, glaucodot, kullerudita, marcassita, mattagamita, paracostibita, pararammelsbergita, oenita, anduoïta, clinosafflorita, löllingita, nisbita, omeiïta, paxita, rammelsbergita, safflorita, seinäjokita, arsenopirita, gudmundita, osarsita, ruarsita, cobaltita, gersdorffita, hol·lingworthita, irarsita, jol·liffeïta, krutovita, maslovita, michenerita, padmaïta, platarsita, testibiopal·ladita, tolovkita, ullmannita, wil·lyamita, changchengita, mayingita, hollingsworthita, kalungaïta, milotaïta, urvantsevita i reniïta.

## Formació i jaciments
Va ser descoberta a la mina Moctezuma, a la localitat homònima del municipi de Moctezuma, a l'estat de Sonora, Mèxic. També ha estat descrita a les properes mines de San Miguel i Bambollita. Aquestes tres mines són els únics indrets a tot el planeta on ha estat descrita aquesta espècie mineral.